# 果晟

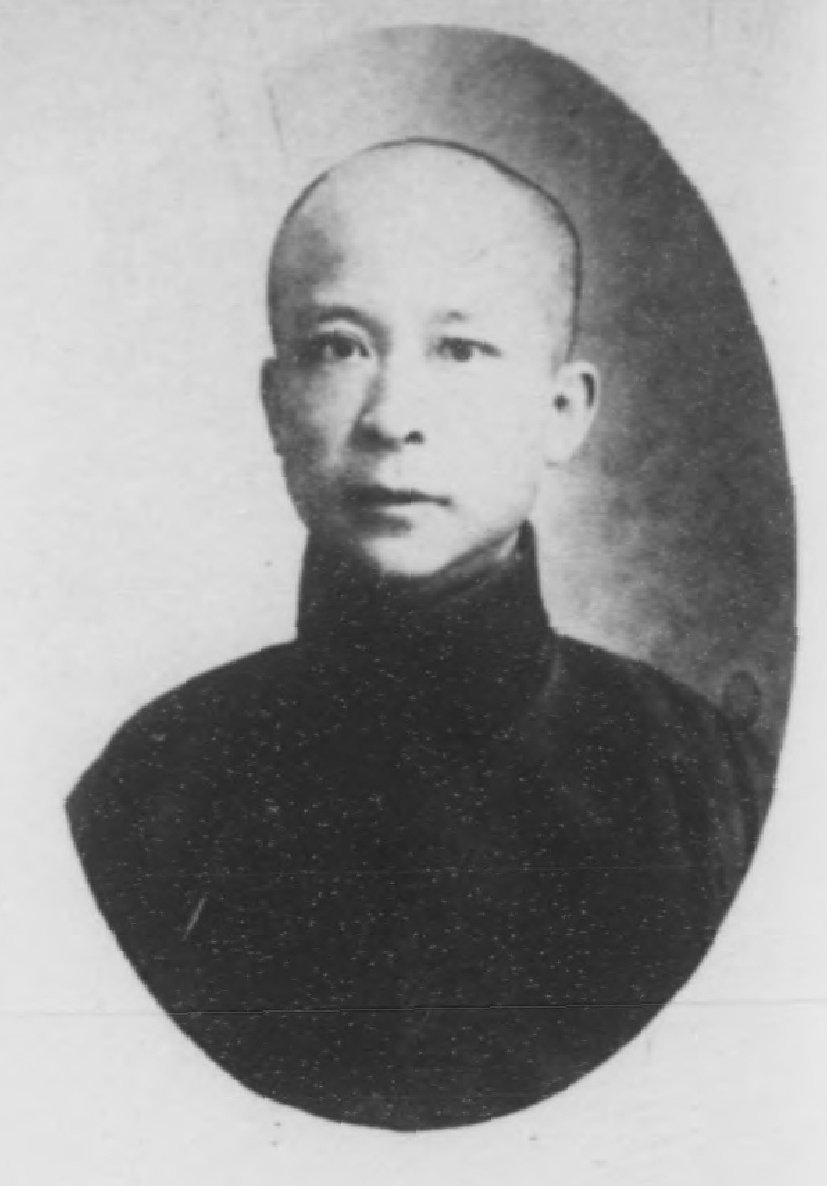
果晟的個人近照

果晟（?—?），江寧駐防鑲黃旗滿洲人，清朝政治人物、同進士出身。
光緒三十年，會試第45名；殿試登進士三甲第30名，以主事分部學習。